# EPrix van Moskou 2015
De ePrix van Moskou 2015 werd gehouden op 6 juni 2015 op het Moscow Street Circuit. Het was de negende race van het eerste Formule E-seizoen.

## Kwalificatie
| Pos | No | Coureur                | Team               | Tijd     | Grid |
| --- | -- | ---------------------- | ------------------ | -------- | ---- |
| 1   | 27 | Jean-Éric Vergne       | Andretti Autosport | 1:09.429 | 1    |
| 2   | 99 | Nelson Piquet jr.      | NEXTEV TCR         | 1:09.449 | 2    |
| 3   | 11 | Lucas di Grassi        | Audi Sport ABT     | 1:09.685 | 3    |
| 4   | 9  | Sébastien Buemi        | e.dams Renault     | 1:09.826 | 4    |
| 5   | 7  | Jérôme d'Ambrosio      | Dragon Racing      | 1:09.967 | 5    |
| 6   | 8  | Nicolas Prost          | e.dams Renault     | 1:10.043 | 6    |
| 7   | 66 | Daniel Abt             | Audi Sport ABT     | 1:10.075 | 7    |
| 8   | 23 | Nick Heidfeld          | Venturi Grand Prix | 1:10.098 | 8    |
| 9   | 10 | Jarno Trulli           | Trulli GP          | 1:10.145 | 9    |
| 10  | 30 | Stéphane Sarrazin      | Venturi Grand Prix | 1:10.190 | 20   |
| 11  | 77 | Salvador Durán         | Amlin Aguri        | 1:10.257 | 10   |
| 12  | 2  | Sam Bird               | Virgin Racing      | 1:10.365 | 11   |
| 13  | 28 | Justin Wilson          | Andretti Autosport | 1:10.398 | 12   |
| 14  | 88 | Antonio García         | NEXTEV TCR         | 1:10.537 | 13   |
| 15  | 55 | António Félix da Costa | Amlin Aguri        | 1:10.617 | 14   |
| 16  | 21 | Bruno Senna            | Mahindra Racing    | 1:10.688 | 15   |
| 17  | 5  | Karun Chandhok         | Mahindra Racing    | 1:10.697 | 16   |
| 18  | 3  | Jaime Alguersuari      | Virgin Racing      | 1:10.941 | 17   |
| 19  | 6  | Loïc Duval             | Dragon Racing      | 1:11.141 | 18   |
| 20  | 18 | Vitantonio Liuzzi      | Trulli GP          | 1:11.967 | 19   |

## Race
| Pos | No | Coureur                | Team               | Rondes | Tijd/Oorzaak uitval | Grid | Punten |
| --- | -- | ---------------------- | ------------------ | ------ | ------------------- | ---- | ------ |
| 1   | 99 | Nelson Piquet jr.      | NEXTEV TCR         | 35     | 43:18.867           | 2    | 25     |
| 2   | 11 | Lucas di Grassi        | Audi Sport ABT     | 35     | +2.012              | 3    | 18     |
| 3   | 23 | Nick Heidfeld          | Venturi Grand Prix | 35     | +11.548             | 8    | 15     |
| 4   | 27 | Jean-Éric Vergne       | Andretti Autosport | 35     | +12.416             | 1    | 15     |
| 5   | 66 | Daniel Abt             | Audi Sport ABT     | 35     | +25.626             | 7    | 10     |
| 6   | 77 | Salvador Durán         | Amlin Aguri        | 35     | +28.960             | 10   | 8      |
| 7   | 55 | António Félix da Costa | Amlin Aguri        | 35     | +30.529             | 14   | 6      |
| 8   | 8  | Nicolas Prost          | e.dams Renault     | 35     | +31.556             | 6    | 4      |
| 9   | 9  | Sébastien Buemi        | e.dams Renault     | 35     | +40.050             | 4    | 4      |
| 10  | 28 | Justin Wilson          | Andretti Autosport | 35     | +46.320             | 12   | 1      |
| 11  | 7  | Jérôme d'Ambrosio      | Dragon Racing      | 35     | +51.474             | 5    |        |
| 12  | 5  | Karun Chandhok         | Mahindra Racing    | 35     | +52.493             | 16   |        |
| 13  | 3  | Jaime Alguersuari      | Virgin Racing      | 35     | +55.810             | 17   |        |
| 14  | 30 | Stéphane Sarrazin      | Venturi Grand Prix | 35     | +56.715             | 20   |        |
| 15  | 6  | Loïc Duval             | Dragon Racing      | 35     | +1:18.763           | 18   |        |
| 16  | 21 | Bruno Senna            | Mahindra Racing    | 34     | +1 ronde            | 15   |        |
| 17  | 18 | Vitantonio Liuzzi      | Trulli GP          | 34     | +1 ronde            | 19   |        |
| 18  | 10 | Jarno Trulli           | Trulli GP          | 32     | +3 ronden           | 9    |        |
| 19  | 88 | Antonio García         | NEXTEV TCR         | 32     | +3 ronden           | 14   |        |
| DNF | 2  | Sam Bird               | Virgin Racing      | 24     | Uitgevallen         | 12   |        |

## Standen na de race

### Coureurs
| Positie | Rijder            | Team           | Punten |
| ------- | ----------------- | -------------- | ------ |
| 1       | Nelson Piquet jr. | NEXTEV TCR     | 128    |
| 2       | Lucas di Grassi   | Audi Sport ABT | 111    |
| 3       | Sébastien Buemi   | e.dams Renault | 105    |
| 4       | Nicolas Prost     | e.dams Renault | 82     |
| 5       | Jérôme d'Ambrosio | Dragon Racing  | 77     |

### Constructeurs
| Positie | Team               | Punten |
| ------- | ------------------ | ------ |
| 1       | e.dams Renault     | 187    |
| 2       | Audi Sport ABT     | 143    |
| 3       | NEXTEV TCR         | 132    |
| 4       | Dragon Racing      | 116    |
| 5       | Andretti Autosport | 104    |